# Timi (Vorname)
Timi ist ein männlicher Vorname und eine erweiterte Form von Tim.

## Herkunft und Bedeutung des Namens
Der Name Timi kommt vom griechischen Namen „Timon“ ab. Übersetzt steht der Name für ehrenwert und anständig.

## Namensträger

### Vorname

#### H
- Timi Hansen (1958–2019), dänischer Bassist
- Timi Hendrix (* 1983), deutscher Musiker

#### Y
- Timi Yuro (1940–2004), US-amerikanische Soulsängerin (Künstlername)

#### Z
- Timi Zajc (* 2000), slowenischer Skispringer

### Nachname

#### F
- Filippo Timi (* 1974), italienischer Schauspieler